# Луко дей Марси
Лу̀ко дей Ма̀рси (на италиански: Luco dei Marsi) е градче и община в Южна Италия, провинция Акуила, регион Абруцо. Разположено е на 680 m надморска височина. Населението на общината е 6010 души (към 2010 г.).